# Elizebeth Friedman
Elizebeth Friedman   (Huntington, 26 d'agost de 1892 - Plainfield, 31 d'octubre de 1980), nascuda Elizebeth Smith, fou una criptoanalista estatunidenca. Ha estat anomenada "la primera dona criptoanalista d'Amèrica.

## Primers anys i educació
Friedman va néixer a Huntington, Indiana, de la unió de John Marion Smith, un banquer i polític quàquer, i de Sopha Smith (de soltera Strock). Friedman era la més petita de nou fills supervivents (un desè va morir en la infància) i va créixer en una granja.La seva mare li havia donat el primer nom una mica inusual Elizebeth, en contrast amb l'ortografia habitual Elizabeth, per evitar que la seva filla es digués mai Eliza.
Del 1911 al 1913, Friedman va assistir a la Universitat de Wooster a Ohio, però va marxar quan la seva mare va emmalaltir. El 1913, Friedman es va traslladar al Hillsdale College de Michigan, ja que era més a prop de casa seva. El 1915 es va llicenciar amb una especialitat en literatura anglesa. Era membre de Pi Beta Phi. Havent demostrat el seu interès per les llengües, també havia estudiat llatí, grec i alemany. Només ella i un altre germà van assistir a la universitat.A la tardor de 1915, Elizebeth es va convertir en la directora suplent d'un institut públic de Wabash, Indiana. Aquesta feina va ser de curta durada, però, i a la primavera de 1916 va deixar el càrrec i va tornar a viure amb els seus pares.

## Carrera

### Laboratoris Riverbank

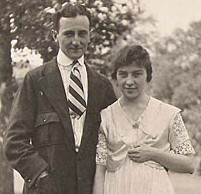
William i Elizebeth Friedman, acabats de casar, a Riverbank el 1917

Elizebeth Smith va començar a treballar als Laboratoris Riverbank, situats a Geneva, Illinois, el 1916, en una de les primeres instal·lacions dels Estats Units fundades per estudiar criptografia.:p. 371 El coronel George Fabyan, un ric comerciant tèxtil, era propietari dels Laboratoris Riverbank i estava interessat en Shakespeare. Elizebeth intentava aconseguir feina i va entrar a la Biblioteca Newberry de Chicago on va parlar amb un bibliotecari que sabia de l'interès de Fabyan. El bibliotecari es va oferir a trucar a Fabyan, i a transmetre l'amor d'Elizebeth a Shakespeare, entre altres coses, i Fabyan va dir que tindria raó. Fabyan aviat va aparèixer amb la seva limusina i va convidar Elizebeth a passar una nit a Riverbank, on van discutir com seria la vida a la casa de camp de Fabyan situada a Geneva, Illinois.:pp. 15-16 Li va dir que ajudaria una dona de Boston, Elizabeth Wells Gallup, i la seva germana amb l'intent de Gallup de demostrar que Sir Francis Bacon havia escrit les obres de teatre i els sonets de Shakespeare. El treball consistiria en desencriptar missatges xifrats que suposadament havien estat inclosos a les obres de teatre i als poemes.
Riverbank va reunir informació històrica sobre escriptura secreta. Fins que es va crear el MI8, l'oficina de xifratge de l'exèrcit, durant la Primera Guerra Mundial, Riverbank era l'única instal·lació dels Estats Units capaç de resoldre missatges xifrats. La criptografia militar havia estat sotsvalorada després de la Guerra Civil. Durant la Primera Guerra Mundial, diversos departaments governamentals dels Estats Units van demanar ajuda a Riverbank Labs o hi van enviar personal per a la seva formació. Entre aquestes hi havia Agnes Meyer Driscoll, que venia en nom de la Marina.
Entre el personal de quinze persones a Riverbank hi havia l'home amb qui Elizebeth es casaria el maig de 1917, William F. Friedman. La parella va treballar junta durant els següents quatre anys en el que encara era l'única instal·lació criptogràfica del país, fins que es va establir l'anomenada "Black Chamber" de Herbert Yardley el 1919. El 1921, els Friedman van deixar Riverbank per treballar per al Departament de Guerra a Washington DC. Els seus esforços anteriors per marxar havien estat frustrats per Fabyan, que interceptava el seu correu.:p. 113

### Anys de la prohibició

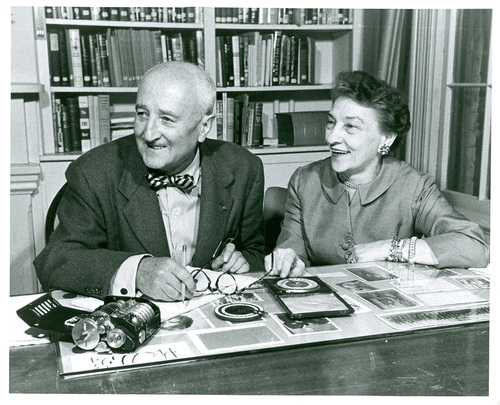
William F. Friedman i Elizebeth Smith Friedman

Tot i que Friedman va treballar estretament amb el seu marit com a part d'un equip, moltes de les seves contribucions a la criptologia van ser úniques. Ella i el seu equip van desxifrar molts missatges codificats al llarg dels anys de la Prohibició i van resoldre molts casos notables, inclosos alguns codis que estaven escrits en xinès mandarí.
La Llei Volstead (1919) prohibia la fabricació, venda, importació o exportació de licors intoxicants. No obstant això, les condicions imperants durant el període conegut com a Prohibició (1920-33) van fomentar l'activitat il·legal. Durant aquesta època Elizebeth va passar a la Guàrdia Costanera dels Estats Units d'Amèrica, la tasca de la qual era evitar el llavors contraban il·legal d'alcohol per vaixells a través del mar. Els contrabandistes es comunicaven amb l'ajut de la nova tecnologia de la ràdio que apareixia aleshores i xifraven els seus missatges de ràdio per mantenir la seva comunicació en secret. A més de processos de substitució i transposició relativament senzills, també van utilitzar codis més complicats. Com a cap de la Unitat 387 de la Guàrdia Costanera dels Estats Units (Unitat 387 de la USCG), Elizebeth Friedman va aconseguir desxifrar un gran nombre (més de 12.000) d'aquests missatges i, per tant, fou un element crucial per a l'exposició de les operacions de contraban il·legals, així com per a la condemna dels autors i fins i tot va contribuir a desarticular xarxes senceres de contraban com la Consolidated Exporters Company.

Després de l'abolició de la Prohibició el 1933, Elizebeth Friedman va treballar com a criptoanalista del Tresor dels Estats Units i va aparèixer diverses vegades com a testimoni expert en casos judicials importants.

### Segona Guerra Mundial
Durant la Segona Guerra Mundial, la unitat de la Guàrdia Costanera de Friedman va ser traslladada a la Marina, on va ser la principal font d'intel·ligència dels Estats Units sobre l'Operació Bolívar, la xarxa alemanya clandestina de l'Amèrica del Sud. Abans de l'atac japonès contra Pearl Harbor que va portar els Estats Units a la guerra, hi havia la preocupació que Alemanya pogués atacar els Estats Units a través d'Amèrica Llatina. Les autoritats nazis també veien l'Amèrica Llatina com una oportunitat potencial per flanquejar els Estats Units. Tot i que al FBI se li va donar la responsabilitat de combatre aquesta amenaça, en aquell moment, l'única agència estatunidenca amb personal experimentat en la detecció i control de transmissions clandestines d'espies era la Guàrdia Costanera, a causa del seu treball anterior contra els contrabandistes,i l'equip de la senyora Friedman era el seu únic actiu criptoanalític.
L'equip de Friedman va continuar sent el principal trencador de codis dels Estats Units assignat a l'amenaça sud-americana i van solucionar nombrosos sistemes de xifratge utilitzats pels alemanys i els seus simpatitzants locals, incloses tres màquines Enigma separades. Un va resultar ser una xarxa suïssa no relacionada, però els altres dos van ser utilitzats per Johannes Siegfried Becker (nom en clau: Sargo), l'agent de les SS que va dirigir l'operació, per comunicar-se amb Alemanya. Al llarg de la guerra, l'equip de Friedman va descodificar 4.000 missatges enviats a 48 circuits de ràdio diferents.:pp. 197–202 El treball de la Unitat 387 de Friedman (Unitat Criptoanalítica de la Guàrdia Costanera) va ser sovint en suport de l'Oficina Federal d'Investigació i de J. Edgar Hoover, i no sempre fou acreditat. Després de la Segona Guerra Mundial, Hoover va començar una campanya de mitjans públics que afirmava que l'FBI va liderar l'esforç de trencament de codis que va comportar el col·lapse i la detenció de la xarxa espia alemanya a l'Amèrica del Sud, inclòs el rodet publicitari anomenat "La batalla dels Estats Units".
Després de la Segona Guerra Mundial, també va treballar com a consultora del Fons Monetari Internacional (FMI), per al qual va desenvolupar un criptosistema segur basat en el bloc d'un sol ús (clau única).:p. 286

### Anàlisis de Shakespeare
El 1957, William i Elizebeth Friedman van publicar el llibre The Shakespearian ciphers examined (en català, "Els xifrats shakespearians examinats"). En contradicció amb el títol que havia demanat l'editor, van demostrar que no hi ha missatges xifrats a l'obra de Shakespeare que suggerissin l'autoria d'una altra persona.
Després de la mort del seu marit William el 1969, Elizebeth Friedman es va retirar a la vida privada després d'una carrera de més de 50 anys com a criptòloga. Va examinar i ordenar l'extens patrimoni científic del seu marit. Aquesta col·lecció privada de material criptogràfic, potser la més gran del món, va trobar finalment el seu lloc a la biblioteca de la ciutat de Lexington, Virgínia, que porta el nom de George C. Marshall, l'autor del Pla Marshall.
Elizebeth Friedman és considerada una de les criptoanalistes més importants. Una famosa dita que se li atribueix és: „Our office doesn't make ’em, we only break ’em“ (en català: „La nostra oficina no els fa, nosaltres només els trenquem“).
Elizebeth Friedman va morir el 31 d'octubre de 1980 a la residència de gent gran Abbott Manor a Plainfield, Nova Jersey, a l'edat de 88 anys.Va ser incinerada i les seves cendres es van estendre a la tomba del seu marit al cementiri nacional d'Arlington.

## Honors pòstums

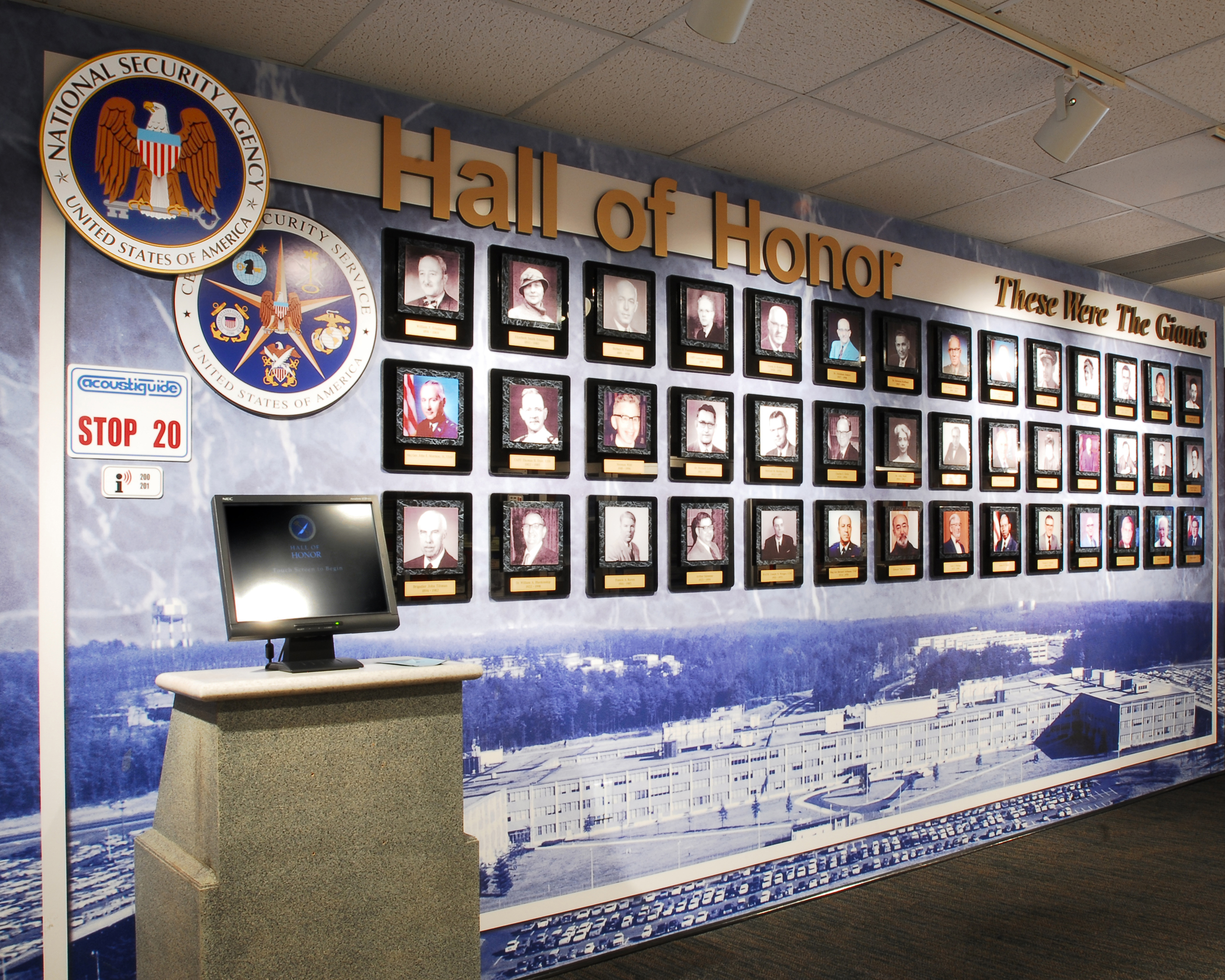
Elizebeth Friedman a la galeria d'imatges del Hall of Honor (filera superior, segona a l'esquerra, al costat del seu marit William)

El 1999, any de la seva creació, Elizebeth Friedman va ser ingressada al Hall of Honor (en català: "saló d'honor") de la National Security Agency (NSA). La peculiaritat d'aquest premi pòstum queda subratllada pel fet que va ser la primera dona a ser honrada en aquesta forma.
El 2002, amb motiu de les celebracions del 50è aniversari de la NSA, l'edifici OPS1 va rebre el nom oficial de „William and Elizebeth Friedman Building“.
El juliol de 2020, la Guàrdia Costanera dels Estats Units d'Amèrica va anunciar que donaria el nom d'Elizebeth Smith Friedman a un dels seus vaixells.

## Obres i publicacions
- Amb William F. Friedman, Riverbank Publications núm. 21, Methods for the Reconstruction of Primary Alphabets, 1918, a Methods for the Solution of Ciphers, Publications 15-22, Rufus A. Long Digital Library of Cryptography, Biblioteca George C. Marshall, 1917-1922,:pdf p. 279 (anglès)
- Unitat criptonalalítica de la Guàrdia Costanera - Arxius Nacionals del Regne Unit. Coast Guard Unit 387 and Bletchley Park Liaison (en anglès), 1944.
- Jones, Leonard T.; Friedman, Elizebeth. History of Coast Guard Unit 387 (Cryptanalytic Unit), 1940-1945 (en anglès).  Administració d'arxius i registres nacionals, 1945.
- Friedman, William F.; Friedman, Elizebeth S. The Shakespearean Ciphers Examined: An Analysis of Cryptographic Systems Used As Evidence That Some Author Other Than William Shakespeare Wrote the Plays Commonly Attributed to Him (en anglès).  Cambridge: Cambridge University Press, 1957. OCLC 718233.